# 桜花センゴク!
『桜花センゴク!』は、2010年10月23日にApRicoTより発売されたパソコン用アダルト美少女ゲーム。美少女となって現代へと転生してきた戦国武将たちとのドタバタ恋愛劇を描く。
2012年7月5日にはコンシューマ向けとしてアルケミストよりPSPに移植された。

## ストーリー
（出典：）
主人公・明智光秀は日々の生活費をアルバイトで稼ぐ苦労人だった。ある日、光秀の下に戰獄学園（せんごくがくえん）から入学の推薦状が届く。かねてから憧れていた学生になれると知った光秀は喜び、即座に入学することを決める。光秀が学園に行くと、織田信長を名乗る少女に突然捕まってしまう。命乞いをして信長から逃げ出した光秀は、戰獄学園は戦国武将の生まれ変わりを集めている学園であることに気が付く。名前のせいで誤って学園に呼ばれてしまった光秀の、苦難の学園生活が始まる。

## 登場人物
声優の記載はPC版 / PSP版の順。

### メインキャラクター
明智光秀
本作の主人公。叔父が父を借金の連帯保証人に指定した事で、父が莫大な借金を抱えて亡くなったため、病弱の母と引きこもりの妹を支えるべく、学生浪人をしている。そんなある日、戰獄学園から推薦状が届いてそれに飛びついたが、名前が「明智光秀」と言うだけで信長ちゃんからは謀反人として引っ立てられ、帝からは信長ちゃんを説得してくれるよう要請される。本人は自分が明智光秀の転生武将だという記憶は戻っておらず、本人も否定している。
信長ちゃんとの誤解が解け、その本心を知ってからは借金の肩代わりをしてもらった恩を返すため、一生をかけて仕える気でいる。その後は一応、信長ちゃんから給金はもらっていて生活に問題はなくなったのだが、染み付いた貧乏性は抜け切らず相変わらず倹約生活をしている。
周囲も自分も毘沙門天さまですら名前から明智光秀の転生武将だと思われているが、実際は織田信長の正妻である濃姫こと斉藤帰蝶の転生である。前世で輪廻・転生の珠に「男として生まれ変わりたい」と願った為、今生で男として生まれ変わったが、母が結婚によって「明智」姓になった為、また、母が信長ちゃんに近づかせない為にかあえて「光秀」の名を与えられた。毘沙門天さまが見えるのは前世で信長への愛を自覚した為であり、またくの一の如き実力も持っていたため、火縄の才能を見せたのは信長が戯れに火縄をおしえていた為である。
織田信長ちゃん
声：五行なずな / 高梨澄香
二年尾張組領主。織田信長の転生武将である。自らを第六天魔王女（エビルプリンセス）と名乗り、天下不武の旗印を掲げ、学園天下統一を目指している。愛刀は国重。どんな危機にも平然としている豪胆さ、そしてそれを跳ね除ける智謀と武勇、天運を持つ。自分が神よりも偉いと思っていて、学園全体が王神の精神支配を受けた時も檄を飛ばして逆に跳ね除けてしまうほど。
家臣に打ち首など過激な発言、行為が目立つが、家臣の事を第一に考えており、光秀の事も最初は謀反人として引っ立てているが、実際は裏切った理由を聞きたかっただけで、光秀の家庭事情を知るや借金の全てを立て替えて家臣に取り立てている。いわゆるツンデレ。類稀な洞察力をもっていて本人は先の先を読んだ上で行動しているのだが、とにかくその行動が型破りで本心が伝わりにくい為、しばしば周りに誤解を与える。天下統一を目指すのも最終的に争いを無くす為であり、輪廻珠も統一の暁には帝に全て返還するつもりである。
プリンが大好物で、教室にプリン専用の冷蔵庫を置くほどで、どんなに機嫌を損ねてもプリンを出せば一発で機嫌が直る。が、かつて毎回プリンでご機嫌を取っていたある大名の事がプリンしか頭に残らず、そのまま禄を出すのを忘れて断絶させてしまった事もある。また、猫好きで、虎の仮面を被っていた信玄ちゃんに攻撃をためらうほどだが、何故か猫からは嫌われやすい。
木下藤吉郎ちゃん
声：青葉りんご / 加藤恵
二年尾張組。天下人豊臣秀吉の転生武将である。周囲からは「サル」と呼ばれる。昔ながらに「ござる」口調で、お調子者なムードメーカー的存在。アホ毛が生えており、「アホ毛ウィップ」と称してアホ毛を操る事ができる。
いつも飄々としていて真意を測りかねるが前世で天下人となった智謀は健在。前世で天下を取ったのは信長の跡を継いだだけであった為、信長ちゃんがいる今生で天下を取る野心は全く持っていない。
ギャルゲーをこよなく愛するいわゆるオタクである。特にねね様と茶々殿がお気に入り。
上杉謙信ちゃん
声：高藤まりあ / 山川琴美
二年越後組領主。越後の龍上杉謙信の転生武将である。風紀委員に所属し、清廉潔白を信条としていて一人白い制服を着ている。が、無法地帯と化した学園を嘆き、毘沙門堂で祈りを捧げていたところ、毘沙門天さまが降臨し、そのまま「毘沙門天使」に任じられて無理やり魔法少女の格好で世直しをさせられる。男に間違われるほど胸が小さい……ように見えるが、それは本人が恥ずかしがってサラシで押さえつけているだけで実は相当の巨乳ないわゆる隠れ巨乳。
越後ドラゴンズという草野球チームのピッチャーで、信玄ちゃんのライバルとして川中島グラウンドで3回の勝負で未だ決着が付いていない。前世からのライバル同士で、戦の勝敗だけではなく、性格的にも自分と対照的な信玄とは馬が合わない。
武田信玄ちゃん
声：大波こなみ / 幡宮かのこ
二年甲斐組領主。甲斐の虎武田信玄の転生武将である。小柄な見た目に反した怪力を誇る。デコチャリ暴走族「武田キバ軍団」のヘッドで、信長ちゃん以上の問題児。前世からの縁か、軍配を武器に使う。
光秀とは幼馴染だが、ツッパっている事は秘密にしている。光秀と出合ったきっかけは絡まれていた光秀を助けた時であるが、それも自分より妹の方が家族から可愛がられている腹いせ。しかし、その時に光秀から感謝された事で光秀と「みっくん」「しぃちゃん」と呼び合うようになり、その頃から光秀に好意を抱いている。光秀が引っ越して会えなくなってからはその腹いせに再びグレて武田キバ軍団を率いるようになる。
甲斐タイガースと言う草野球チームのキャッチャー兼エースバッターで、謙信ちゃんのライバル。
毛利輝元ちゃん
声：松田理沙 / 力丸乃りこ
三年安芸組領主。毛利輝元の転生武将である。前世でも軍略も政もまるでダメと言われたが、今生でも転生武将でありながら腕立て伏せ1回すら出来ないほど身体能力が低いポンコツ武将。しかし、二人の妹にとっては良きお姉ちゃんで、毛利三姉妹の結束力は学園最強と言われ、彼女の13の領地の家臣たちからの信頼も厚く、信長ちゃんとの一騎討ちの際に毛利軍全軍を上げての応援（という名の援軍）に現れた時は信長ちゃんも思わず和睦を申し出たほど。
のんびりした平和主義者で家事、料理も得意。秘めた野心も「世界平和」で、王神の精神支配を受けても何の影響も出なかった。幼い頃、育ての親である叔父と祖父が入院した際に妹達は親戚に引き取られた為、妹達とは姓が異なっている。
伊達政宗ちゃん
声：みる / 壱智村小真
一年陸奥組領主。飛び級で進学してきた天才少女だが、ちゃんと空気を読める奥ゆかしい少女。独眼竜と呼ばれた前世の為か、生まれつき右目が見えず、眼帯をしている。
レストラン「ASHAKURA」でバイトしており、光秀とはそこのバイト仲間でその時から好意を抱いていて大胆にアプローチしているが、中々気づいてもらえない。学園では利休に弟子入りして草庵に通っている。が、料理でも茶の湯でも枝豆を入れる悪癖がある。
実は彼女は伊達政宗ではなく、独眼竜の右目と言われた筆頭家臣片倉小十郎の転生武将である。本当の伊達政宗は代々「小十郎」の名を継いで来た十五代目・片倉小十郎であったが、伊達政宗の転生武将という皮肉な存在であった。そのうちに本当の片倉小十郎の転生武将が生まれてしまい、そこを王神に自身の器として目を付けられて輪廻・転生の珠で片倉小十郎の中に伊達政宗の魂を移されるが山城の珠がなかった為に中途半端に移植され、本来の転生武将の二倍の力が出せる代わりに伊達政宗の精神が片倉小十郎を支配し、片倉小十郎の精神は押しのけられてしまった。以来、片倉小十郎が表に出る際は輪廻珠、あるいは転生珠を使わなければ安定しない上に感情の全くない人形のような存在になってしまっている。武器は政宗の時は普通の刀を使うが、小十郎の時は巨大な段平を使用する。
なお、PSP版の追加ルートである丙ルートが確定すると出番をほぼ幸村ちゃんに取られてしまい、その後一切登場しない。
真田幸村ちゃん
声：- / 斎藤千和
PSP版の追加ヒロイン。
明智家から戰獄学園までの途中にある河川敷でテント生活をしている少女。性格は控えめだが、光秀が不良に絡まれている時に鉄パイプ一本で不良を一蹴して助け、以来光秀から「ゆきちゃん」と呼ばれ、色々と差し入れをもらっている。真田紐で編んだミサンガを売っているが、売れ行きは良くない。信幸ちゃんの従姉妹で、忠勝ちゃんの幼馴染。両親は真田本家と折り合いが悪く、借金を重ねた末に一家離散。以来テント生活をしている。光秀からの情報で忠勝、信幸に発見されて以後は戰獄学園に編入する。
日の本一の兵と称された武将真田幸村の転生武将だが、光秀同様、前世の記憶は戻っていない。これは前世での不幸な生涯から思い出すのを自ら拒否している為でもはや怨念とも言うべきものとなってしまっており、そこを戰獄生徒会に無理やり記憶と力を戻され、前世からの怨念のままに暴走。出城「真田丸」を築いて大坂夏の陣の再現とも言うべき大戦を仕掛けるが、光秀や信幸の説得で今生の自分を取り戻し、共に戰獄生徒会を潰した。
前世からの無念は人一倍強い為、力が戻ってからは十字槍を振るい、前世で無傷を誇った忠勝とも互角以上の力を持つ。他にも野鳥と意思疎通できるという変わった特技を持っていて、その野鳥達で「真田十勇士」を結成するが、数が集りすぎて48羽になり、「SND（真田）48」に改名された。
PC版既存のルートである甲乙ルートに入ると誰にも理由を告げずに有金全てで電車に乗って行方不明になり、その後一切登場しない。
本多忠勝ちゃん
声：- / 山本希望
PSP版の追加ヒロイン。
三河・遠江領主家康ちゃんの家臣。「家康には過ぎたる物」と称された猛将本多忠勝の転生武将。真面目な優等生タイプで家康ちゃんから武の面で頼りにされているが、それ故に信長ちゃんと対立する事も。前世で無傷、不敗を誇った武勇は健在で、名槍「蜻蛉切」を振るって一騎当千の実力を誇る。
前世からの縁か信幸ちゃんとは幼馴染で、幸村ちゃんとは同い年だが、姉の親友という事か「忠勝お姉ちゃん」と呼ばれる。
PC版既存のルートである甲乙ルートに入ると行方不明になった幸村ちゃんを探しに信幸ちゃんと共に旅に出て、その後一切登場しない。
真田信幸ちゃん
声：- / 櫻井智
PSP版の追加ヒロイン。設定だけはPC版でも存在している。
三年信濃組。武田キバ軍団所属だが、軍団の中では割と常識人なので、前世から今生までの苦労人。三年生だが、荒くれ揃いの甲斐組が不安なのか甲斐組にいる事が多い。
真田家は雀荘を経営している為、「麻雀が一番強い者が家長になる」と言う家訓があり、現在真田家は信幸ちゃんが一番強い為に信幸ちゃんが真田家の実権を握っている。幸村ちゃんの借金も麻雀大会の賞金で返済している。
幸村ちゃんの従姉妹で忠勝ちゃんとは敵対勢力ながら親友同士。
攻略キャラクターに入ってはいるが、幸村ちゃんルートの別ルート扱いになっており、エピローグシナリオはない。

### サブキャラクター
※名前は出るが、専用グラフィックが用意されていないキャラは除く。

#### 教職員（山城）
正親町帝ちゃん
声：飯田空 / 雨宮侑布
戰獄学園理事長。見た目は小さいが、実年齢は今年で還暦。性格もまだまだ純粋で平和主義者。甘いお菓子に目がなく、ナタデココが好物。学園に編入してきた光秀に信長ちゃんに輪廻珠を返還してもらえるように依頼する。
体内に山城の珠を持ち、山城の珠そのものとも言える存在で王神からは「スメラミコト」と呼ばれる。輪廻・転生の珠を使うと反応して胸に珠が浮き出てくる。
足利義昭
声：安藤宗二 /
戰獄学園教頭。室町幕府15代将軍足利義昭の転生武将。理事長の腰巾着ではあるが、そのやり方には反発しており、前世からの因縁で信長ちゃんを敵視していて生徒を先導して尾張を潰そうとする。
理事長のやり方に反発はしているものの、理事長への忠誠心は確かで戦国生徒会に乗っ取られた時はいち早く理事長を避難させている。

#### 織田家
徳川家康ちゃん
声：緒田マリ /
一年三河組領主。江戸幕府初代将軍徳川家康の転生武将。いつもオドオドしていて周りを伺うドジっ子。信長ちゃんを「お姉さま」と呼んで慕っているが、大抵パシリにさせられている。
我慢強さだけは天下一品で、至近距離で火薬を炸裂させても無傷で済んでしまう。基本的に自分から攻撃はしないのだが、普段穏やかなだけに一度キレると味方さえも震え上がるほど方言丸出しで暴れまわる。通称「東照神君モード」と呼ばれ、これを止められるのは信長ちゃんか、核兵器ぐらいのものと言われる。
柴田勝家ちゃん
声：三園あすか /
織田家メイド長。織田家筆頭家臣柴田勝家の転生武将。クールで無口、礼儀正しい忠義者だが、何故かたまにパーティー用のヒゲをつけたり、主君である信長ちゃんをからかったりする。既に28歳で戰獄学園を卒業しているのだが、信長ちゃんを心配して無理やり学園に編入してきた。前世での武勇は今でも健在だが、年を経ている為に転生武将特有の回復力が低下している。
ロリコンで、18歳程度は守備範囲外らしい。前世で妻であったお市の事は内心では今生でも愛情は持っているのだが、前世で分不相応な恋をして彼女を不幸にしてしまった罪悪感から今生ではそういった感情を見せないようにしている。
お市くん
声
織田信長の妹お市の方の転生武将。常に女の子を侍らせているプレイボーイ。描画の才能があり、ギャルゲーのキャラ原画を採用された事もある。光秀には自分と似たものを感じている。逆に藤吉郎ちゃんとは同じオタク同士ではあるが、考え方の違いなどから犬猿の仲。
「傾国の美女」と呼ばれた前世から自分の大切なものを守りたい為に剣の道に励んだ事もあったが、姉には敵わないと感じて以来、剣は辞めている。また、前世の夫である勝家ちゃんにもそうした感情を見せずにいる。光秀に近いものを感じたのは光秀も前世では女性であったのを無意識に感じた為とも取れる。

#### 毛利家
吉川元春ちゃん
声：奥山歩 /
二年石見組。武勇に優れる毛利家次女。毛利両川吉川元春の転生武将。ケンカっぱやいが頼れる姉御肌。しかし、短絡的なので妹の隆景ちゃんとはしょっちゅうケンカになる。また、前世で2万の兵を率いながら2百の兵で秀吉軍を追い払った為、藤吉郎ちゃんは彼女を特に恐れている。愛刀は名刀正宗。
荒れていた自分を戒めてくれた姉には絶対の信頼を置いている。それだけに輝元ちゃんと仲の良い男である光秀は特に警戒しているが、輝元ちゃんと恋仲になった後には隆景ちゃんよりも先に仲を認めて隆景ちゃんよりを説得している。
小早川隆景ちゃん
声：大野まりな /
知略に優れる毛利家三女。毛利両川小早川隆景の転生武将。クールだが、少々生意気で毒舌家。
親戚に引き取られた後、暴力を振るう叔父と祖父の下に姉を置いていった罪悪感から家族に馴染めず、ある日家出するが、そこを輝元ちゃんに迎えに来てもらったことから姉には絶対の信頼を置いている。光秀と輝元ちゃんが恋仲になった後も最後まで認めようとしなかったが、元春ちゃんの説得でしぶしぶながら認めている。

#### 戰獄生徒会
千利休ちゃん
声：このかなみ /
茶道部部長。中立地帯である草庵を取り仕切っている。色白、黒髪、長身の大和撫子で、光秀に色々アドバイスをくれる。
武将でもない一介の茶道家である千利休が転生しているのは千利休が偽名であり、彼女こそが真の明智光秀である為。今生でのガラシャの姉でもある。前世での「毘沙門天使」であったが、逆に王神に操られて本能寺の変を起こし、第六転生珠を奪った。今生ではどのルートでも基本、戰獄生徒会の「会長閣下」を名乗るが、ルートにより、彼女本人が黒幕であるパターンと、王神に操られているだけのパターンがある。彼女本人が黒幕である場合は光秀（濃姫）への好意から光秀と共に天下を取ろうとする。
本願寺顕如
声：唐津風 /
摂津組。一向宗の大宗主本願寺顕如の転生武将。怪力を誇り、火縄をも弾く袈裟を着ているが、実力は信長ちゃんらには遠く及ばず、信長ちゃんに敗れて輪廻珠で力を喪失される。
後に戰獄生徒会に力を戻され、再び信長ちゃんたちと敵対するが、基本的にやられ役。拾ってくれた三成には特別な感情を持っている節がある。また、敵に対しては容赦はないが、仲間に対しては僧らしい慈悲を見せることもあり、根っからの悪党と言うわけでもない。
石田三成ちゃん
声：
一年近江組。太閤秀吉の子飼いだった石田三成の転生武将。今生でも藤吉郎ちゃんへの絶大な忠誠心は変わらず、藤吉郎ちゃんに天下を取らせる為に戰獄生徒会に入り、反乱を起こす。
前世から人付き合いがあまり得意ではなく、ついキツイ言動になってしまい「死ねっ」が口癖。特に自分の直属である武蔵ちゃんは「芋」と呼んでいるも、戦いしか知らない彼女を誰よりも心配している。
藤吉郎ちゃんに天下の野心がない事を途中で悟るが、起こした戦を途中でやめるわけにも行かず、そのまま戦い続けるも最後には藤吉郎ちゃんに説得されて降伏する。
宮本武蔵ちゃん
声：
一年播磨組。天下無双と謳われた剣豪宮本武蔵の転生武将。播磨は既に織田の領地ではあるが招聘に応じず、石田三成の子飼いになっており、強い者と戦えると言う理由で戰獄生徒会に所属している。王神からアラハバキの鋏を打ち直して作られ、先端が鋸のようになっていて、刀を斬ることが出切る特殊な二刀を与えられている。天下無双と歌われた二天一流の腕前は伊達ではなく、折られた刀の柄の方と折れた方の刃をもって無理やり二刀として戦えるほどで、作中ではまともな一対一の戦いでは相手を完全に圧倒しており、勝家と市の二人がかりで相手しても勝てないほど。
幼い頃からただ強くあることだけ育てられていて、本来人が持っている道徳観も愛情も知らずに育っており、彼女にとって人付き合いとは剣で死合うことのみで、人を傷つける事も、その果てに殺してしまう事も何とも思わず、そもそも死と言う概念そのものを理解していない。そのため、自分が母を殺してしまった事さえも理解していない。
それ故に他人からの愛情には敏感で、利用されたり、馬鹿にされる事を嫌う。輝元ちゃんルートでは輝元ちゃんが友達になってくれたが、その付き合い方がわからずに輝元ちゃんを斬って重傷を負わせてしまい、学園全体から敵とみなされて深手を負って敗走。友達と信じた隆景からも裏切られ、あわや斬首と言う所で三成が唯一助命嘆願し、許された。
一方でゲーム好きでもあり、格闘ゲームで藤吉郎ちゃんと対戦している。

#### 明智家
母上
声：
光秀の母。病弱で寝込んでおり、しょっちゅう吐血するが、光秀もいつもの事と何故かあまり心配していない。
本名は「明智みち」で旧姓は「斉藤」。「みち」は「道三」の「道」であり、斉藤道三の転生武将である。自分の息子がかつての自分の娘である事は気づいていたが、あえて「光秀」の名を与えている。
明智ガラシャ
声：茶谷やすら /
光秀の妹。本名は「珠子」であるが、生活苦のあまりか、自身の偶像の神である「ザピエル神」から与えられた名である「ガラシャ」を名乗っている。
光秀の父に借金の連帯保証人を押し付けた叔父の娘で、光秀とは本来は従姉妹。その際に両親が離散した叔父から引き取って妹になった。しかし、その罪悪感からか現在は引きこもり生活を送っている。が、インターネットで占いサイトを開いて収入は入れている。
明智光秀の娘であったガラシャの転生武将であったが、戰獄学園に入るのを嫌い、特別に学園から力を封じてもらっている。

#### 神
毘沙門天さま
声：
謙信ちゃんの前に突然現れたカッパのような生物。「毘沙門天」を名乗り、謙信ちゃんを自らの使者「毘沙門天使」に任じて魔法少女に仕立て上げる。
性欲に忠実で、スケベな言動、行動が目立つが紛れもない神毘沙門天そのものである。王神を止める為に人間界に降臨したが、前世で「毘沙門天使」に任じた明智光秀を逆に王神に操られて織田信長を死なせて人間界を混乱させてしまった責任を感じ、今生で王神を止める為に降臨した。普通の人間には姿は見えず、一定の武と義の心を持っていなければ見えない。
王神
声：
古墳時代、大和朝廷を開いて日本で初めて統一を果たした大豪族。その偉業から死後は大古墳が作られ、全ての武人があがめる八幡神となり、一向宗が信仰する阿弥陀如来とも同一視される神となる。現人神としての復活を目論み、輪廻・転生の珠を狙っている。なお、一般的にはあまり知られてはいないが、実在したと言われる人物である。
人の野心を煽り、人の心を操る力を持っていて、戦国時代に第六転生珠を奪う為、明智光秀を操って本能寺の変を引き起こした張本人であり、輪廻珠を砕いて学園戦国時代を引き起こした張本人でもある。転生武将でさえ王神にとっては虫ケラ程度の力でしかなく、武神である為に一切の武器も通用しない。人を「小蟻」程度にしか思っておらず、国も全て自分の物と思っている傲岸不遜で、唯我独尊。しかし、それ故に計画はどこか杜撰で、最終的には詰めを誤る。
転生珠を使って戰獄生徒会を裏で操り砕けた輪廻珠を回収しようとしている。ルートによっては政宗の身体を器として肉体を獲、悪逆非道の限りを尽くすが、八角茶釜を器にしてそのまま大した力も振るえずに神界に送り返されるルートもある。ルートによっては全く登場しない。

## 用語
戰獄学園
現代に転生した戦国武将に現代知識を与える為に設立された学園。クラスは旧日本同様に山城（職員室）を除く65クラスあり、生徒数は2000人以上いる。教職員は全て戰獄学園のOB、OGで構成されており、教職に付く際に特別に力を戻してもらう。入学した生徒は転生前の出身国のクラスに所属する事になるが、出身国にも二年尾張組など学年が付いている為、学年が上がった時に所属クラスをどのようにするのか等は不明。
転生武将
現代に転生してきた戦国武将たちの事を指す。第六転生珠が失われた400年前から生まれだした。転生武将達は記憶を取り戻すと同時に一般人とは比較にならない力を持つ。転生武将は前世で無念の想いが強いほど強い力を持つ。ただし、前世の記憶で知識を得ても今生でそれを理解できる知性が無いと理解できない。あまりに想いが強いと前世の記憶が現世での記憶を押しのけてしまい、戦国武将そのものになってしまう事もある。また、武将以外は基本的に転生しない。それ以外は天下に名を残すほど称されたものがなければ転生しない（宮本武蔵ならば天下無双と称された剣技、お市の方ならば戦国一と称された美貌など）。家族構成も必ずしも前世と一致するわけではなく、一般人の両親から転生武将が生まれる事もあり、光秀（濃姫）ほど家系に転生武将がいる例は稀。更に人に限らず人以外の動物に転生することもあり、政宗ちゃんのエピローグシナリオでクマに転生した武将が登場している。
輪廻・転生の珠
元々は八尺瓊勾玉と言う一つの勾玉であり、所持者を永遠に輪廻させて絶対の王権を与える秘宝だったが、ある時輪廻珠、転生珠、山城の珠、あわせて131の珠に分けられた。かつて織田信長がこの二つの数珠を手にした事で、王神に狙われ、本能寺の変が起こった。輪廻・転生・山城の珠が全てあればただの人を転生武将にしたり、転生武将に二倍の力を与えたり、逆に記憶の全てを奪って廃人にする事も可能になる。
六道輪廻珠
学園の領主がそれぞれ持つ緑色の珠。元は65の数珠であり、入学の際にこれで力を封じてもらうのだが、何者かに盗まれてばらばらになり、65に分かれてそれぞれ珠の領主の元へ散ってしまった。その戦国武将に対応した珠を使う事で力を与える事も封じる事もできる為、これを奪い合う小競り合いが頻発し、学園戦国時代を引き起こしてしまう。戦国時代は信長が転生珠と共に朝廷から接収した後、本能寺で濃姫に託されて朝廷に返還された
第六転生珠
戦国時代に失われたとされる第二の秘宝。輪廻珠と同じ力を持ち、戦国生徒会がこれを用いて反乱を起こす。戦国時代は光秀によって奪われ、その後何処かへと隠されていた。
山城の珠
輪廻・転生二つの珠を繋ぐ役割を持つ珠。それ故に輪廻・転生合わせても山城の珠は一つであり、これがなければ輪廻・転生の珠は真の力を発揮しない為、代々「スメラミコト」の体内に秘匿されてきた。今代では帝がその役割を果たす。

## 主題歌
PSP版OP「セイシュン桜花」
作詞・作曲：YOFFY / 編曲：大石憲一郎 / 歌：DelightStyle
PSP版ED「Piece of My Heart」
作詞：YOFFY / 作曲：misaco / 編曲：大石憲一郎 / 歌：DelightStyle